# Tábua de desenho

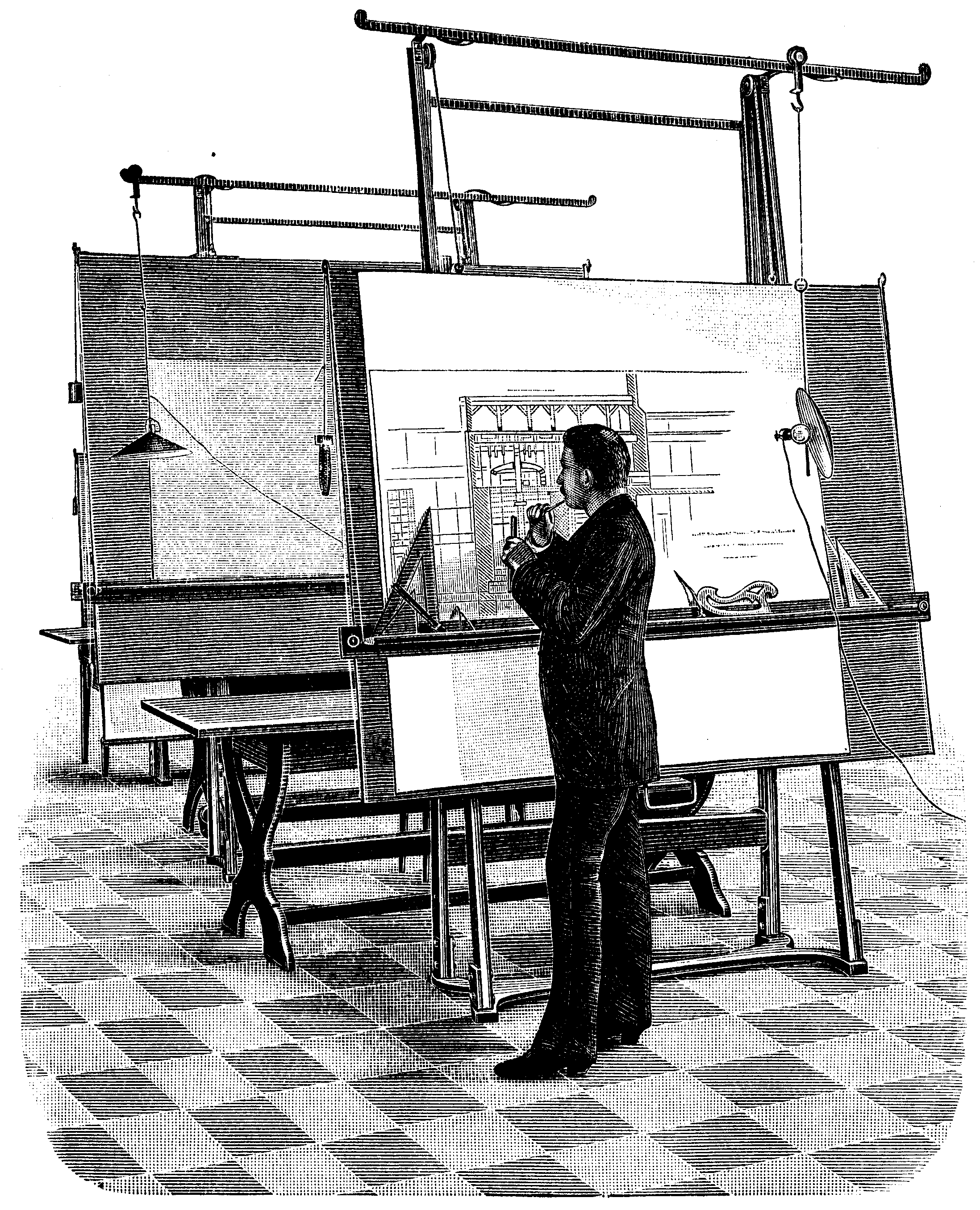
Um arquiteto do século 19 utilizando uma tábua de desenhos

tábua de desenho (português brasileiro) ou estirador (português europeu) é um equipamento utilizado por arquitetos, desenhistas e estudantes para apoiar e dar suporte ao desenvolvimento dos desenhos, técnicos ou artísticos.